# Lijst van landen in 2024

Staatkundige kaart van de wereld in 2024

Hieronder volgt een lijst van landen van de wereld in 2024.

## Uitleg
Er zijn 196 internationaal erkende onafhankelijke staten. Dat zijn de 193 leden van de Verenigde Naties plus Palestina en Vaticaanstad, die beide een waarnemersstatus hebben bij de VN, en Kosovo. Al deze staten worden door een meerderheid van de landen van de Verenigde Naties erkend als onafhankelijk.
Landen die door een kleiner aantal leden van de Verenigde Naties worden erkend, worden dan ook niet als algemeen erkend beschouwd. Landen die niet algemeen erkend, maar de facto wel onafhankelijk zijn, zijn opgesomd onder het kopje niet algemeen erkende landen. Micronaties worden niet op de lijst getoond.
Afhankelijk gebieden en gebieden die vaak als afhankelijk gebied worden beschouwd, zijn weergegeven onder het kopje niet-onafhankelijke gebieden. Territoriale aanspraken op Antarctica zijn hierin niet opgenomen.
Bij elk land staan de verkorte namen van het land vermeld in de talen die in het gehele land officieel zijn. Indien er geen officiële taal is, wordt de naam vermeld in de meest gesproken taal.

## Staatkundige veranderingen
- 1 januari: Republiek Artsach, beter bekend als Nagorno-Karabach, kondigt haar ontbinding per 1 januari 2024 aan in nasleep van de aanval op Nagorno-Karabach in 2023. De ontbinding werd op 22 december 2023 tegengesproken door de leider van de republiek.[3]

- 8 december: Rebellen van Hayat Tahrir al-Sham (HTS), het Syrische Nationale Leger (SNA) en andere fracties nemen na een reeks snelle overwinningen de Syrische Hoofdstad Damascus in. Deze gebeurtenis betekent het einde van het regime van president Bashar al-Assad.[4]

## Algemeen erkende landen

### A
| Korte landsnaam (Nederlands) | Officiële landsnaam (Nederlands)      | Hoofdstad        | Korte landsnaam (oorspronkelijke taal/talen)           |
| ---------------------------- | ------------------------------------- | ---------------- | ------------------------------------------------------ |
| Afghanistan                  | Islamitische Emiraat Afghanistan      | Kaboel           | Dari en Pasjtoe: Afghānestān / افغانستان               |
| Albanië                      | Republiek Albanië                     | Tirana           | Albanees: Shqipëria                                    |
| Algerije                     | Democratische Volksrepubliek Algerije | Algiers          | Arabisch: al-Jazāʾir / الجزائر Berbers: Lz̦ayer / ⴷⵣⴰⵢⵔ |
| Andorra                      | Vorstendom Andorra                    | Andorra la Vella | Catalaans: Andorra                                     |
| Angola                       | Republiek Angola                      | Luanda           | Portugees: Angola                                      |
| Antigua en Barbuda           | Antigua en Barbuda                    | Saint John's     | Engels: Antigua and Barbuda                            |
| Argentinië                   | Argentijnse Republiek                 | Buenos Aires     | Spaans: Argentina                                      |
| Armenië                      | Republiek Armenië                     | Jerevan          | Armeens: Hayastan / Հայաստան                           |
| Australië                    | Gemenebest Australië                  | Canberra         | Engels: Australia                                      |
| Azerbeidzjan                 | Republiek Azerbeidzjan                | Bakoe            | Azerbeidzjaans: Azərbaycan/ Azerbaycan                 |

### B
| Korte landsnaam (Nederlands) | Officiële landsnaam (Nederlands) | Hoofdstad           | Korte landsnaam (oorspronkelijke taal/talen) |
| ---------------------------- | -------------------------------- | ------------------- | --- |
| Bahama's                     | Gemenebest van de Bahama's       | Nassau              | Engels: The Bahamas |
| Bahrein                      | Koninkrijk Bahrein               | Manama              | Arabisch: al-Baḥrayn / البحرين |
| Bangladesh                   | Volksrepubliek Bangladesh        | Dhaka               | Bengaals: Banglādeś / বাংলাদেশ |
| Barbados                     | Barbados                         | Bridgetown          | Engels: Barbados |
| België                       | Koninkrijk België                | Brussel             | Duits: Belgien Frans: Belgique Nederlands: België |
| Belize                       | Belize                           | Belmopan            | Engels: Belize |
| Benin                        | Republiek Benin                  | Porto-Novo          | Frans: Bénin |
| Bhutan                       | Koninkrijk Bhutan                | Thimphu             | Dzongkha: Druk-Yul / འབྲུག་ཡུལ་ |
| Bolivia                      | Plurinationale Staat Bolivia     | Sucre               | Aymara: Wuliwya Araona en Spaans: Bolivia Baure: Bésiro: Canichana: Cavineño: Cayubaba: Chácobo: Chíman: Ese Ejja: Guaraní: Volívia Guarasu'we: Guarayu: Itonama: Leco: Machajuyai-Kallawaya: Machineri: Maropa: Mojeño-Trinitario: Mojeño-Ignaciano: Moré: Mosetén: Movima: Pacawara: Puquina: Quechua: Buliwya Siriona: Tacana: Tapieté: Toromona: Uru-Chipaya: Weenhayek: Yawanawa: Yuki: Yuracaré: Zamuco: |
| Bosnië en Herzegovina        | Bosnië en Herzegovina            | Sarajevo            | Bosnisch en Kroatisch: Bosna i Hercegovina Servisch: Bosna i Hercegovina / Босна и Херцеговина |
| Botswana                     | Republiek Botswana               | Gaborone            | Engels en Tswana: Botswana |
| Brazilië                     | Federale Republiek Brazilië      | Brasilia            | Portugees: Brasil |
| Brunei                       | Staat Brunei Darussalam          | Bandar Seri Begawan | Maleis: Brunei |
| Bulgarije                    | Republiek Bulgarije              | Sofia               | Bulgaars: Bălgarija / България |
| Burkina Faso                 | Burkina Faso                     | Ouagadougou         | Frans: Burkina Faso |
| Burundi                      | Republiek Burundi                | Gitega              | Frans: Burundi Kirundi: Uburundi |

### C
| Korte landsnaam (Nederlands)  | Officiële landsnaam (Nederlands) | Hoofdstad   | Korte landsnaam (oorspronkelijke taal/talen)                         |
| ----------------------------- | -------------------------------- | ----------- | -------------------------------------------------------------------- |
| Cambodja                      | Koninkrijk Cambodja              | Phnom Penh  | Khmer: Kampuchéa / កម្ពុជា                                              |
| Canada                        | Canada                           | Ottawa      | Engels en Frans: Canada                                              |
| Centraal-Afrikaanse Republiek | Centraal-Afrikaanse Republiek    | Bangui      | Frans: République Centrafricaine Sango: Ködörösêse tî Bêafrîka       |
| Chili                         | Republiek Chili                  | Santiago    | Spaans: Chile                                                        |
| China                         | Volksrepubliek China             | Beijing     | Standaardmandarijn: Zhongguo / 中国                                  |
| Colombia                      | Republiek Colombia               | Bogota      | Spaans: Colombia                                                     |
| Comoren                       | Unie der Comoren                 | Moroni      | Arabisch: Juzur al-Qamar / جزر القمر Comorees: Komori Frans: Comores |
| Congo-Brazzaville             | Republiek Congo                  | Brazzaville | Frans: Congo                                                         |
| Congo-Kinshasa                | Democratische Republiek Congo    | Kinshasa    | Frans: Congo                                                         |
| Costa Rica                    | Republiek Costa Rica             | San José    | Spaans: Costa Rica                                                   |
| Cuba                          | Republiek Cuba                   | Havana      | Spaans: Cuba                                                         |
| Cyprus                        | Republiek Cyprus                 | Nicosia     | Grieks: Kypros / Κυπρος Turks: Kıbrıs                                |

### D
| Korte landsnaam (Nederlands) | Officiële landsnaam (Nederlands) | Hoofdstad     | Korte landsnaam (oorspronkelijke taal/talen) |
| ---------------------------- | -------------------------------- | ------------- | -------------------------------------------- |
| Denemarken                   | Koninkrijk Denemarken            | Kopenhagen    | Deens: Danmark                               |
| Djibouti                     | Republiek Djibouti               | Djibouti      | Arabisch: Jībūtī / جيبوتي Frans: Djibouti    |
| Dominica                     | Gemenebest Dominica              | Roseau        | Engels: Dominica                             |
| Dominicaanse Republiek       | Dominicaanse Republiek           | Santo Domingo | Spaans: República Dominicana                 |
| Duitsland                    | Bondsrepubliek Duitsland         | Berlijn       | Duits: Deutschland                           |

### E
| Korte landsnaam (Nederlands) | Officiële landsnaam (Nederlands)          | Hoofdstad    | Korte landsnaam (oorspronkelijke taal/talen)                        |
| ---------------------------- | ----------------------------------------- | ------------ | ------------------------------------------------------------------- |
| Ecuador                      | Republiek Ecuador                         | Quito        | Spaans: Ecuador                                                     |
| Egypte                       | Arabische Republiek Egypte                | Caïro        | Arabisch: Miṣr / مصر                                                |
| El Salvador                  | Republiek El Salvador                     | San Salvador | Spaans: El Salvador                                                 |
| Equatoriaal-Guinea           | Republiek Equatoriaal-Guinea              | Malabo       | Frans: Guinée Équatoriale Spaans: Guinea Ecuatorial                 |
| Eritrea                      | Staat Eritrea                             | Asmara       | Arabisch: Irītriyā / إريتريا Engels: Eritrea Tigrinya: Értra / ኤርትራ |
| Estland                      | Republiek Estland                         | Tallinn      | Estisch: Eesti                                                      |
| Ethiopië                     | Federale Democratische Republiek Ethiopië | Addis Abeba  | Amhaars: Ītyop'iya / ኢትዮጵያ                                          |

### F
| Korte landsnaam (Nederlands) | Officiële landsnaam (Nederlands) | Hoofdstad | Korte landsnaam (oorspronkelijke taal/talen)              |
| ---------------------------- | -------------------------------- | --------- | --------------------------------------------------------- |
| Fiji                         | Republiek Fiji                   | Suva      | Engels: Fiji Fijisch: Viti Fijisch-Hindoestani: Fiji / फ़िजी |
| Filipijnen                   | Republiek der Filipijnen         | Manilla   | Engels: Philippines Filipijns: Pilipinas                  |
| Finland                      | Republiek Finland                | Helsinki  | Fins: Suomi Zweeds: Finland                               |
| Frankrijk                    | Franse Republiek                 | Parijs    | Frans: France                                             |

### G
| Korte landsnaam (Nederlands) | Officiële landsnaam (Nederlands) | Hoofdstad      | Korte landsnaam (oorspronkelijke taal/talen) |
| ---------------------------- | -------------------------------- | -------------- | -------------------------------------------- |
| Gabon                        | Republiek Gabon                  | Libreville     | Frans: Gabon                                 |
| Gambia                       | Republiek Gambia                 | Banjul         | Engels: The Gambia                           |
| Georgië                      | Georgië                          | Tbilisi        | Georgisch: Sakartvelo / საქართველო           |
| Ghana                        | Republiek Ghana                  | Accra          | Engels: Ghana                                |
| Grenada                      | Grenada                          | Saint George's | Engels: Grenada                              |
| Griekenland                  | Helleense Republiek              | Athene         | Grieks: Elláda / Ελλάδα                      |
| Guatemala                    | Republiek Guatemala              | Guatemala-Stad | Spaans: Guatemala                            |
| Guinee                       | Republiek Guinee                 | Conakry        | Frans: Guinée                                |
| Guinee-Bissau                | Republiek Guinee-Bissau          | Bissau         | Portugees: Guiné-Bissau                      |
| Guyana                       | Coöperatieve Republiek Guyana    | Georgetown     | Engels: Guyana                               |

### H
| Korte landsnaam (Nederlands) | Officiële landsnaam (Nederlands) | Hoofdstad      | Korte landsnaam (oorspronkelijke taal/talen) |
| ---------------------------- | -------------------------------- | -------------- | -------------------------------------------- |
| Haïti                        | Republiek Haïti                  | Port-au-Prince | Frans: Haïti Haïtiaans-Creools: Ayiti        |
| Honduras                     | Republiek Honduras               | Tegucigalpa    | Spaans: Honduras                             |
| Hongarije                    | Hongarije                        | Boedapest      | Hongaars: Magyarország                       |

### I
| Korte landsnaam (Nederlands) | Officiële landsnaam (Nederlands) | Hoofdstad    | Korte landsnaam (oorspronkelijke taal/talen)            |
| ---------------------------- | -------------------------------- | ------------ | ------------------------------------------------------- |
| Ierland                      | Ierland                          | Dublin       | Engels: Ireland Iers: Éire                              |
| IJsland                      | IJsland                          | Reykjavik    | IJslands: Ísland                                        |
| India                        | Republiek India                  | New Delhi    | Engels: India Hindi: Bhārat / भारत                       |
| Indonesië                    | Republiek Indonesië              | Jakarta      | Indonesisch: Indonesia                                  |
| Irak                         | Republiek Irak                   | Bagdad       | Arabisch: al-ʿIrāq / العراق Koerdisch: Îraq / عێراق     |
| Iran                         | Islamitische Republiek Iran      | Teheran      | Perzisch: Īrān / ایران                                  |
| Israël                       | Staat Israël                     | Jeruzalem    | Arabisch: Isrāʾīl / اسرائيل Hebreeuws: Yisra'el / ישראל |
| Italië                       | Italiaanse Republiek             | Rome         | Italiaans: Italia                                       |
| Ivoorkust                    | Republiek Ivoorkust              | Yamoussoukro | Frans: Côte d'Ivoire                                    |

### J
| Korte landsnaam (Nederlands) | Officiële landsnaam (Nederlands) | Hoofdstad | Korte landsnaam (oorspronkelijke taal/talen) |
| ---------------------------- | -------------------------------- | --------- | -------------------------------------------- |
| Jamaica                      | Jamaica                          | Kingston  | Engels: Jamaica                              |
| Japan                        | Japan                            | Tokio     | Japans: Nihon / 日本                         |
| Jemen                        | Republiek Jemen                  | Sanaa     | Arabisch: al-Yaman / اليمن                   |
| Jordanië                     | Hasjemitisch Koninkrijk Jordanië | Amman     | Arabisch: al-ʾUrdun / الأردن                 |

### K
| Korte landsnaam (Nederlands) | Officiële landsnaam (Nederlands) | Hoofdstad   | Korte landsnaam (oorspronkelijke taal/talen)                       |
| ---------------------------- | -------------------------------- | ----------- | ------------------------------------------------------------------ |
| Kaapverdië                   | Republiek Kaapverdië             | Praia       | Portugees: Cabo Verde                                              |
| Kameroen                     | Republiek Kameroen               | Yaoundé     | Engels: Cameroon Frans: Cameroun                                   |
| Kazachstan                   | Republiek Kazachstan             | Astana      | Kazachs: Qazaqstan / Қазақстан Russisch: Kazachstan / Казахстан    |
| Kenia                        | Republiek Kenia                  | Nairobi     | Engels en Swahili: Kenya                                           |
| Kirgizië                     | Kirgizische Republiek            | Bisjkek     | Kirgizisch: Kyrgyzstan / Кыргызстан Russisch: Kirgizíja / Кирги́зия |
| Kiribati                     | Republiek Kiribati               | Zuid-Tarawa | Engels en Kiribatisch: Kiribati                                    |
| Koeweit                      | Staat Koeweit                    | Koeweit     | Arabisch: al-Kuwayt / الكويت                                       |
| Kosovo                       | Republiek Kosovo                 | Pristina    | Albanees: Kosova Servisch: Kosovo / Косово                         |
| Kroatië                      | Republiek Kroatië                | Zagreb      | Kroatisch: Hrvatska                                                |

### L
| Korte landsnaam (Nederlands) | Officiële landsnaam (Nederlands)  | Hoofdstad | Korte landsnaam (oorspronkelijke taal/talen)              |
| ---------------------------- | --------------------------------- | --------- | --------------------------------------------------------- |
| Laos                         | Democratische Volksrepubliek Laos | Vientiane | Laotiaans: Lao / ນລາວ                                     |
| Lesotho                      | Koninkrijk Lesotho                | Maseru    | Engels en Zuid-Sotho: Lesotho                             |
| Letland                      | Republiek Letland                 | Riga      | Lets: Latvija                                             |
| Libanon                      | Republiek Libanon                 | Beiroet   | Arabisch: Lubnān / لبنان                                  |
| Liberia                      | Republiek Liberia                 | Monrovia  | Engels: Liberia                                           |
| Libië                        | Staat Libië                       | Tripoli   | Arabisch: Lībiyyā / ليبيا                                 |
| Liechtenstein                | Vorstendom Liechtenstein          | Vaduz     | Duits: Liechtenstein                                      |
| Litouwen                     | Republiek Litouwen                | Vilnius   | Litouws: Lietuva                                          |
| Luxemburg                    | Groothertogdom Luxemburg          | Luxemburg | Duits: Luxemburg Frans: Luxembourg Luxemburgs: Lëtzebuerg |

### M
| Korte landsnaam (Nederlands) | Officiële landsnaam (Nederlands)  | Hoofdstad    | Korte landsnaam (oorspronkelijke taal/talen)                  |
| ---------------------------- | --------------------------------- | ------------ | ------------------------------------------------------------- |
| Madagaskar                   | Republiek Madagaskar              | Antananarivo | Frans: Madagascar Plateaumalagasi: Madagasikara               |
| Malawi                       | Republiek Malawi                  | Lilongwe     | Engels: Malawi Nyanja: Malaŵi                                 |
| Malediven                    | Republiek der Malediven           | Malé         | Divehi: Dhivehi Rajjge / ގުޖޭއްރާ ޔާއްރިހޫމްޖު                          |
| Maleisië                     | Maleisië                          | Kuala Lumpur | Maleis: Malaysia                                              |
| Mali                         | Republiek Mali                    | Bamako       | Frans: Mali                                                   |
| Malta                        | Republiek Malta                   | Valletta     | Engels en Maltees: Malta                                      |
| Marokko                      | Koninkrijk Marokko                | Rabat        | Arabisch: al-Maghrib / المغرب Berbertalen: Elmeɣrib / ⵍⵎⴻⵖⵔⵉⴱ |
| Marshalleilanden             | Republiek der Marshalleilanden    | Majuro       | Engels: Marshall Islands Marshallees: Aorōkin M̧ajeļ           |
| Mauritanië                   | Islamitische Republiek Mauritanië | Nouakchott   | Arabisch: Mūrītāniyyā / موريتانيا                             |
| Mauritius                    | Republiek Mauritius               | Port Louis   | Engels: Mauritius                                             |
| Mexico                       | Verenigde Mexicaanse Staten       | Mexico-Stad  | Spaans: México                                                |
| Micronesië                   | Federale Staten van Micronesia    | Palikir      | Engels: Micronesia                                            |
| Moldavië                     | Republiek Moldavië                | Chisinau     | Roemeens: Moldova                                             |
| Monaco                       | Vorstendom Monaco                 | Monaco       | Frans: Monaco                                                 |
| Mongolië                     | Mongolië                          | Ulaanbaatar  | Mongools: Mongol Uls / Монгол Улс /                           |
| Montenegro                   | Montenegro                        | Podgorica    | Montenegrijns: Crna Gora / Црна Гора                          |
| Mozambique                   | Republiek Mozambique              | Maputo       | Portugees: Moçambique                                         |
| Myanmar                      | Republiek Unie van Myanmar        | Naypyidaw    | Birmees: Myanma /                                             |

### N
| Korte landsnaam (Nederlands) | Officiële landsnaam (Nederlands)       | Hoofdstad        | Korte landsnaam (oorspronkelijke taal/talen)                                                    |
| ---------------------------- | -------------------------------------- | ---------------- | ----------------------------------------------------------------------------------------------- |
| Namibië                      | Republiek Namibië                      | Windhoek         | Engels: Namibia                                                                                 |
| Nauru                        | Republiek Nauru                        | Yaren (de facto) | Engels: Nauru Nauruaans: Naoero                                                                 |
| Nederland                    | Koninkrijk der Nederlanden             | Amsterdam        | Nederlands: Nederland                                                                           |
| Nepal                        | Federale Democratische Republiek Nepal | Kathmandu        | Nepalees: Nepāl / नेपाल                                                                           |
| Nicaragua                    | Republiek Nicaragua                    | Managua          | Spaans: Nicaragua                                                                               |
| Nieuw-Zeeland                | Nieuw-Zeeland                          | Wellington       | Engels: New Zealand Maori: Aotearoa                                                             |
| Niger                        | Republiek Niger                        | Niamey           | Frans: Niger                                                                                    |
| Nigeria                      | Federale Republiek Nigeria             | Abuja            | Engels: Nigeria                                                                                 |
| Noord-Korea                  | Democratische Volksrepubliek Korea     | Pyongyang        | Koreaans: Chosŏn / 조선                                                                         |
| Noord-Macedonië              | Republiek Noord-Macedonië              | Skopje           | Macedonisch: Severna Makedonija / Северна Македонија Albanees: Republika e Maqedonisë së Veriut |
| Noorwegen                    | Koninkrijk Noorwegen                   | Oslo             | Bokmål: Norge Nynorsk: Noreg                                                                    |

### O
| Korte landsnaam (Nederlands) | Officiële landsnaam (Nederlands)   | Hoofdstad | Korte landsnaam (oorspronkelijke taal/talen) |
| ---------------------------- | ---------------------------------- | --------- | -------------------------------------------- |
| Oeganda                      | Republiek Oeganda                  | Kampala   | Engels en Swahili: Uganda                    |
| Oekraïne                     | Oekraïne                           | Kiev      | Oekraïens: Ukrajina / Україна                |
| Oezbekistan                  | Republiek Oezbekistan              | Tasjkent  | Oezbeeks: O'zbekiston                        |
| Oman                         | Sultanaat Oman                     | Muscat    | Arabisch: ʿUmān / عُمان                       |
| Oostenrijk                   | Republiek Oostenrijk               | Wenen     | Duits: Österreich                            |
| Oost-Timor                   | Democratische Republiek Oost-Timor | Dili      | Portugees: Timor-Leste Tetun: Timór-Leste    |

### P
| Korte landsnaam (Nederlands) | Officiële landsnaam (Nederlands)         | Hoofdstad                                     | Korte landsnaam (oorspronkelijke taal/talen)                               |
| ---------------------------- | ---------------------------------------- | --------------------------------------------- | -------------------------------------------------------------------------- |
| Pakistan                     | Islamitische Republiek Pakistan          | Islamabad                                     | Engels: Pakistan Urdu: Pākistān / پاکستان                                  |
| Palau                        | Republiek Palau                          | Ngerulmud                                     | Engels: Palau Palauaans: Belau                                             |
| Palestina                    | Staat Palestina                          | Oost-Jeruzalem (geclaimd) Ramallah (de facto) | Arabisch: Filasṭīn / فلسطين                                                |
| Panama                       | Republiek Panama                         | Panama-Stad                                   | Spaans: Panamá                                                             |
| Papoea-Nieuw-Guinea          | Onafhankelijke Staat Papoea-Nieuw-Guinea | Port Moresby                                  | Engels: Papua New Guinea Hiri Motu: Papu Niu Gini Tok Pisin: Papua Niugini |
| Paraguay                     | Republiek Paraguay                       | Asuncion                                      | Guaraní: Paraguái Spaans: Paraguay                                         |
| Peru                         | Republiek Peru                           | Lima                                          | Spaans: Perú                                                               |
| Polen                        | Republiek Polen                          | Warschau                                      | Pools: Polska                                                              |
| Portugal                     | Portugese Republiek                      | Lissabon                                      | Portugees: Portugal                                                        |

### Q
| Korte landsnaam (Nederlands) | Officiële landsnaam (Nederlands) | Hoofdstad | Korte landsnaam (oorspronkelijke taal/talen) |
| ---------------------------- | -------------------------------- | --------- | -------------------------------------------- |
| Qatar                        | Staat Qatar                      | Doha      | Arabisch: Qaṭar / قطر                        |

### R
| Korte landsnaam (Nederlands) | Officiële landsnaam (Nederlands) | Hoofdstad | Korte landsnaam (oorspronkelijke taal/talen) |
| ---------------------------- | -------------------------------- | --------- | -------------------------------------------- |
| Roemenië                     | Roemenië                         | Boekarest | Roemeens: România                            |
| Rusland                      | Russische Federatie              | Moskou    | Russisch: Rossija / Россия                   |
| Rwanda                       | Republiek Rwanda                 | Kigali    | Engels, Frans en Kinyarwanda: Rwanda         |

### S
| Korte landsnaam (Nederlands)              | Officiële landsnaam (Nederlands)                 | Hoofdstad                 | Korte landsnaam (oorspronkelijke taal/talen)                                               |
| ----------------------------------------- | ------------------------------------------------ | ------------------------- | ------------------------------------------------------------------------------------------ |
| Saint Kitts en Nevis                      | Federatie van Saint Kitts en Nevis               | Basseterre                | Engels: Saint Kitts and Nevis                                                              |
| Saint Lucia                               | Saint Lucia                                      | Castries                  | Engels: Saint Lucia                                                                        |
| Saint Vincent en de Grenadines            | Saint Vincent en de Grenadines                   | Kingstown                 | Engels: Saint Vincent and the Grenadines                                                   |
| Salomonseilanden                          | Salomonseilanden                                 | Honiara                   | Engels: Solomon Islands                                                                    |
| Samoa                                     | Onafhankelijke Staat Samoa                       | Apia                      | Engels: Samoa Samoaans: Sāmoa                                                              |
| San Marino                                | Republiek San Marino                             | San Marino                | Italiaans: San Marino                                                                      |
| Sao Tomé en Principe                      | Democratische Republiek Sao Tomé en Principe     | Sao Tomé                  | Portugees: São Tomé e Príncipe                                                             |
| Saoedi-Arabië                             | Koninkrijk Saoedi-Arabië                         | Riyad                     | Arabisch: al-ʿArabiya as-Saʿūdiyya / العربيّة السعودية                                      |
| Senegal                                   | Republiek Senegal                                | Dakar                     | Frans: Sénégal                                                                             |
| Servië                                    | Republiek Servië                                 | Belgrado                  | Servisch: Srbija / Србија                                                                  |
| Seychellen                                | Republiek der Seychellen                         | Victoria                  | Engels en Frans: Seychelles Seychellencreools: Sesel                                       |
| Sierra Leone                              | Republiek Sierra Leone                           | Freetown                  | Engels: Sierra Leone                                                                       |
| Singapore                                 | Republiek Singapore                              | Singapore                 | Engels: Singapore Maleis: Singapura Mandarijn: Xinjiapo / 新加坡 Tamil: Čiṅkappūr / சிங்கப்பூர் |
| Slovenië                                  | Republiek Slovenië                               | Ljubljana                 | Sloveens: Slovenija                                                                        |
| Slowakije                                 | Slowaakse Republiek                              | Bratislava                | Slowaaks: Slovensko                                                                        |
| Soedan                                    | Republiek Soedan                                 | Khartoem                  | Arabisch: as-Sūdān / السودان                                                               |
| Somalië                                   | Federale Republiek Somalië                       | Mogadishu                 | Arabisch: Aṣ-Ṣūmāl / الصومال Somalisch: Soomaaliya                                         |
| Spanje                                    | Koninkrijk Spanje                                | Madrid                    | Spaans: España                                                                             |
| Sri Lanka                                 | Democratische Socialistische Republiek Sri Lanka | Sri Jayewardenapura Kotte | Singalees: Srī Lankā / ශ්‍රී ලංකා Tamil: Llankai / இலங்கை Engels: Sri Lanka                        |
| Suriname                                  | Republiek Suriname                               | Paramaribo                | Nederlands: Suriname                                                                       |
| Swaziland                                 | Koninkrijk Eswatini                              | Mbabane Lobamba           | Engels: Swaziland Swazi: eSwatini                                                          |
| (tot 8 december) Syrië (vanaf 8 december) | Arabische Republiek Syrië                        | Damascus                  | Arabisch: Sūrīyā / سوريا                                                                   |

### T
| Korte landsnaam (Nederlands) | Officiële landsnaam (Nederlands) | Hoofdstad     | Korte landsnaam (oorspronkelijke taal/talen) |
| ---------------------------- | -------------------------------- | ------------- | -------------------------------------------- |
| Tadzjikistan                 | Republiek Tadzjikistan           | Doesjanbe     | Tadzjieks: Tojikistan / Тоҷикистон           |
| Tanzania                     | Verenigde Republiek Tanzania     | Dodoma        | Engels en Swahili: Tanzania                  |
| Thailand                     | Koninkrijk Thailand              | Bangkok       | Thai: Prathet Thai / ประเทศไทย               |
| Togo                         | Republiek Togo                   | Lomé          | Frans: Togo                                  |
| Tonga                        | Koninkrijk Tonga                 | Nuku'alofa    | Engels en Tongaans: Tonga                    |
| Trinidad en Tobago           | Republiek Trinidad en Tobago     | Port of Spain | Engels: Trinidad and Tobago                  |
| Tsjaad                       | Republiek Tsjaad                 | Ndjamena      | Arabisch: Tšād / تشاد Frans: Tchad           |
| Tsjechië                     | Tsjechische Republiek            | Praag         | Tsjechisch: Česko                            |
| Tunesië                      | Republiek Tunesië                | Tunis         | Arabisch: Tūnis / تونس                       |
| Turkije                      | Republiek Turkije                | Ankara        | Turks: Türkiye                               |
| Turkmenistan                 | Turkmenistan                     | Asjchabad     | Turkmeens: Türkmenistan                      |
| Tuvalu                       | Tuvalu                           | Funafuti      | Engels en Tuvaluaans: Tuvalu                 |

### U
| Korte landsnaam (Nederlands) | Officiële landsnaam (Nederlands)    | Hoofdstad  | Korte landsnaam (oorspronkelijke taal/talen) |
| ---------------------------- | ----------------------------------- | ---------- | -------------------------------------------- |
| Uruguay                      | Republiek ten oosten van de Uruguay | Montevideo | Spaans: Uruguay                              |

### V
| Korte landsnaam (Nederlands) | Officiële landsnaam (Nederlands)                          | Hoofdstad       | Korte landsnaam (oorspronkelijke taal/talen)                              |
| ---------------------------- | --------------------------------------------------------- | --------------- | ------------------------------------------------------------------------- |
| Vanuatu                      | Republiek Vanuatu                                         | Port Vila       | Bislama, Engels en Frans: Vanuatu                                         |
| Vaticaanstad                 | Staat Vaticaanstad                                        | Vaticaanstad    | Italiaans: Città del Vaticano                                             |
| Venezuela                    | Bolivariaanse Republiek Venezuela                         | Caracas         | Spaans: Venezuela                                                         |
| Verenigd Koninkrijk          | Verenigd Koninkrijk van Groot-Brittannië en Noord-Ierland | Londen          | Engels: United Kingdom                                                    |
| Verenigde Arabische Emiraten | Verenigde Arabische Emiraten (VAE)                        | Abu Dhabi       | Arabisch: Al-ʾImārāt al-ʿArabiyya al-Muttaḥida / الإمارات العربيّة المتّحدة |
| Verenigde Staten             | Verenigde Staten van Amerika                              | Washington D.C. | Engels: United States                                                     |
| Vietnam                      | Socialistische Republiek Vietnam                          | Hanoi           | Vietnamees: Việt Nam                                                      |

### W
| Korte landsnaam (Nederlands) | Officiële landsnaam (Nederlands) | Hoofdstad | Korte landsnaam (oorspronkelijke taal/talen) |
| ---------------------------- | -------------------------------- | --------- | -------------------------------------------- |
| Wit-Rusland                  | Republiek Belarus                | Minsk     | Russisch en Wit-Russisch: Belarus / Беларусь |

### X Y Z
| Korte landsnaam (Nederlands) | Officiële landsnaam (Nederlands) | Hoofdstad                            | Korte landsnaam (oorspronkelijke taal/talen) |
| ---------------------------- | -------------------------------- | ------------------------------------ | --- |
| Zambia                       | Republiek Zambia                 | Lusaka                               | Engels: Zambia |
| Zimbabwe                     | Republiek Zimbabwe               | Harare                               | Chibarwe, Khoisan, Ndau, Engels, Kalanga, Nyanja, Shangani, Tonga, Shona, Tswana, Venda en Zuid-Sotho: Zimbabwe Nambya, Noord-Ndebele en Xhosa: iZimbabwe                                                                                              |
| Zuid-Afrika                  | Republiek Zuid-Afrika            | Pretoria Kaapstad Bloemfontein       | Afrikaans: Suid-Afrika Engels: South Africa Noord-Sotho: Afrika-Borwa Swazi en Zulu: Ningizimu Afrika Tsonga: Afrika Dzonga Tswana: Aforika Borwa Venda: Afurika Tshipembe Xhosa: uMzantsi Afrika Zuid-Ndebele: Sewula Afrika Zuid-Sotho: Afrika Borwa |
| Zuid-Korea                   | Republiek Korea                  | Seoul                                | Koreaans: Han Kuk / 한국 |
| Zuid-Soedan                  | Republiek Zuid-Soedan            | Juba                                 | Engels: South Sudan |
| Zweden                       | Koninkrijk Zweden                | Stockholm                            | Zweeds: Sverige |
| Zwitserland                  | Zwitserse Bondsstaat             | Officieel geen, de bondsstad is Bern | Duits: Schweiz Frans: Suisse Italiaans: Svizzera Reto-Romaans: Svizra |

## Niet algemeen erkende landen
In onderstaande lijst zijn landen opgenomen die een ruime internationale erkenning missen, maar wel de facto onafhankelijk zijn en de onafhankelijkheid hebben uitgeroepen. In de kolom Erkenning staat het aantal internationaal erkende onafhankelijke staten dat betreffend gebied erkent als zijnde onafhankelijk.
| Korte landsnaam (Nederlands) | Officiële landsnaam (Nederlands)                | Hoofdstad                               | Korte landsnaam (oorspronkelijke taal/talen) | Erkenning |
| ---------------------------- | ----------------------------------------------- | --------------------------------------- | --- | --------- |
| Abchazië                     | Republiek Abchazië                              | Soechoemi                               | Abchazisch: Apsny / Аҧсны Georgisch: Apchazeti / აფხაზეთი Russisch: Abchazija / Абхазия                                                                      | 5         |
| ADRS                         | Arabische Democratische Republiek Sahara (ADRS) | Al Ajoen (geclaimd) Tifariti (de facto) | Arabisch: Al-Jumhūrīya al-ʿArabīya aṣ-Ṣaḥrāwīya ad-Dīmuqrāṭīya / الجمهورية العربية الصحراوية الديمقراطية Spaans: República Árabe Saharaui Democrática (RASD) | 41        |
| Noord-Cyprus                 | Turkse Republiek Noord-Cyprus                   | Lefkoşa                                 | Turks: Kuzey Kıbrıs | 1         |
| Somaliland                   | Republiek Somaliland                            | Hargeisa                                | Arabisch: ʾArḍ aṣ-Ṣūmāl / أرض الصومال Engels: Somaliland Somalisch: Soomaaliland                                                                             | 0         |
| Taiwan                       | Republiek China                                 | Taipei                                  | Standaardmandarijn: Taiwan / 台湾 (officieel: Chunghua Minkuo / 中華民國)                                                                                    | 14        |
| Transnistrië                 | Pridnestrovische Moldavische Republiek          | Tiraspol                                | Roemeens: Transnistria / Транснистря Oekraïens: Pridnistrovja / Придністров'я Russisch: Pridnestrovje / Приднестровье                                        | 0         |
| Zuid-Ossetië                 | Republiek Zuid-Ossetië - Staat Alanië           | Tschinvali                              | Georgisch: Samchret Osseti / სამხრეთ ოსეთი Ossetisch: Xussar Iryston / Хуссар Ирыстон Russisch: Južnaja Osetia / Южная Осетия                                | 5         |

Sommige subnationale entiteiten en regio's functioneren als de facto onafhankelijke staten, waarbij de centrale overheid weinig of geen controle uitoefent over hun grondgebied. Deze entiteiten claimen echter niet expliciet onafhankelijke staten te zijn en vallen daarom niet onder de lijst. Voorbeelden zijn Galmudug en Puntland in Somalië, Gaza in Palestina, de Koerdistan regio in Irak, Rojava in Syrië en de staat Wa in Myanmar.

## Niet-onafhankelijke gebieden
Dit is een lijst van afhankelijke gebieden. Afhankelijke gebieden zijn gebieden die geen integraal onderdeel zijn van een land, maar zelf ook niet onafhankelijk zijn. Alleen de Verenigde Staten, het Verenigd Koninkrijk, Noorwegen en Nieuw-Zeeland hebben gebieden gecreëerd die aan deze definitie voldoen. Daarnaast zijn er echter nog een aantal gebieden die officieel geen afhankelijke gebieden zijn, maar vanwege hun bijzondere status toch vaak als zodanig beschouwd worden. Ook deze gebieden zijn in de lijst opgenomen. Een aantal landen (Argentinië, Australië, Chili, Frankrijk, Nieuw-Zeeland, Noorwegen en het Verenigd Koninkrijk) hebben een deel van Antarctica geclaimd. Op basis van het Antarctisch Verdrag worden deze claims internationaal echter niet erkend en daarom zijn deze claims niet in de lijst opgenomen.

### Amerikaanse niet-onafhankelijke gebieden
De Amerikaanse Maagdeneilanden, Guam, de Noordelijke Marianen en Puerto Rico zijn organized unincorporated territories, wat wil zeggen dat het afhankelijke gebieden zijn van de Verenigde Staten met een bepaalde vorm van zelfbestuur. Daarnaast zijn er nog een aantal unorganized unincorporated territories: Baker, Howland, Jarvis, Johnston, Kingman, Midway, Navassa en Wake. Deze grotendeels onbewoonde eilandgebieden zijn ook afhankelijke gebieden van de VS, maar kennen geen vorm van zelfbestuur. Voor statistische doeleinden worden ze door ISO 3166-1 gegroepeerd onder de naam Amerikaanse Kleinere Afgelegen Eilanden. Ook Palmyra, dat een unorganized incorporated territory is en dus wel een integraal onderdeel is van de Verenigde Staten, wordt hiertoe gerekend. De CIA groepeert de onbewoonde eilanden (met uitzondering van Navassa en Wake) in het World Factbook onder de naam United States Pacific Island Wildlife Refuges. Bajo Nuevo en Serranilla worden door de Verenigde Staten ook geclaimd als unorganized unincorporated territories, maar worden momenteel bestuurd door Colombia. Amerikaans-Samoa is officieel ook een unorganized unincorporated territory, maar bezit wel een bepaalde vorm van zelfbestuur.
| Korte landsnaam (Nederlands) | Status                                          | Hoofdstad        | Korte landsnaam (oorspronkelijke taal/talen)                                                |
| ---------------------------- | ----------------------------------------------- | ---------------- | ------------------------------------------------------------------------------------------- |
| Amerikaanse Maagdeneilanden  | Organized unincorporated territory              | Charlotte Amalie | Engels: United States Virgin Islands                                                        |
| Amerikaans-Samoa             | Unorganized unincorporated territory            | Pago Pago        | Engels: American Samoa Samoaans: Amerika Sāmoa                                              |
| Baker                        | Unorganized unincorporated territory            | (Onbewoond)      | Engels: Baker Island                                                                        |
| Guam                         | Organized unincorporated territory              | Hagåtña          | Engels: Guam Chamorro: Guåhan                                                               |
| Howland                      | Unorganized unincorporated territory            | (Onbewoond)      | Engels: Howland Island                                                                      |
| Jarvis                       | Unorganized unincorporated territory            | (Onbewoond)      | Engels: Jarvis Island                                                                       |
| Johnston                     | Unorganized unincorporated territory            | (Onbewoond)      | Engels: Johnston Atoll                                                                      |
| Kingman                      | Unorganized unincorporated territory            | (Onbewoond)      | Engels: Kingman Reef                                                                        |
| Midway                       | Unorganized unincorporated territory            |                  | Engels: Midway Islands                                                                      |
| Navassa                      | Unorganized unincorporated territory            | (Onbewoond)      | Engels: Navassa Island Frans: La Navase                                                     |
| Noordelijke Marianen         | Organized unincorporated territory (Gemenebest) | Saipan           | Caroliniaans: Efáng llól Marianas Chamorro: Notte Mariånas Engels: Northern Mariana Islands |
| Palmyra                      | Unorganized incorporated territory              | (Onbewoond)      | Engels: Palmyra Atoll                                                                       |
| Puerto Rico                  | Organized unincorporated territory (Gemenebest) | San Juan         | Engels en Spaans: Puerto Rico                                                               |
| Wake                         | Unorganized unincorporated territory            | (Onbewoond)      | Engels: Wake Island                                                                         |

### Australische niet-onafhankelijke gebieden
Australië heeft zeven externe territoria. Deze territoria worden door de Australische overheid gezien als een integraal onderdeel van Australië, maar worden vaak toch beschouwd als afhankelijke gebieden van Australië. Het Australisch Antarctisch Territorium wordt als claim internationaal niet erkend en is derhalve niet in deze lijst opgenomen.
| Korte landsnaam (Nederlands) | Status             | Hoofdstad        | Korte landsnaam (oorspronkelijke taal/talen)                    |
| ---------------------------- | ------------------ | ---------------- | --------------------------------------------------------------- |
| Ashmore- en Cartiereilanden  | Extern territorium | (Onbewoond)      | Engels: Ashmore and Cartier Islands Maleis: Pulau Pasir         |
| Christmaseiland              | Extern territorium | Flying Fish Cove | Engels: Christmas Island Maleis: Wilayah Pulau Krismas          |
| Cocoseilanden                | Extern territorium | West Island      | Engels: Cocos (Keeling) Islands Maleis: Wilayah Kepulauan Cocos |
| Heard en McDonaldeilanden    | Extern territorium | (Onbewoond)      | Engels: Heard Island and McDonald Islands                       |
| Koraalzee-eilanden           | Extern territorium | (Onbewoond)      | Engels: Coral Sea Islands                                       |
| Norfolk                      | Extern territorium | Kingston         | Engels: Norfolk Island Pitcairnees: Norfuk Ailen                |

### Britse niet-onafhankelijke gebieden
De veertien Britse overzeese gebieden zijn geen integraal onderdeel van het Verenigd Koninkrijk, maar zijn hier wel van afhankelijk en vallen onder de Britse soevereiniteit. De claim van het Brits Antarctisch Territorium wordt internationaal niet erkend en is dus niet in de lijst opgenomen. Jersey, Guernsey en Man vallen als Britse Kroonbezittingen niet onder de soevereiniteit van het Verenigd Koninkrijk, maar onder de soevereiniteit van de Britse Kroon en hebben daardoor een andere relatie tot het Verenigd Koninkrijk.
| Korte landsnaam (Nederlands)                   | Status           | Hoofdstad                            | Korte landsnaam (oorspronkelijke taal/talen)                                                                  |
| ---------------------------------------------- | ---------------- | ------------------------------------ | --- |
| Akrotiri en Dhekelia                           | Overzees gebied  | Episkopi Cantonment                  | Engels: Akrotiri and Dhekelia Grieks: Akrotiri kai Dhekelia / Ακρωτήρι και Δεκέλεια Turks: Ağrotur ve Dikelya |
| Anguilla                                       | Overzees gebied  | The Valley                           | Engels: Anguilla                                                                                              |
| Bermuda                                        | Overzees gebied  | Hamilton                             | Engels: Bermuda                                                                                               |
| Brits Indische Oceaanterritorium               | Overzees gebied  | (Onbewoond)                          | Engels: British Indian Ocean Territory                                                                        |
| Britse Maagdeneilanden                         | Overzees gebied  | Road Town                            | Engels: British Virgin Islands                                                                                |
| Falklandeilanden                               | Overzees gebied  | Stanley                              | Engels: Falkland Islands Spaans: Islas Malvinas                                                               |
| Gibraltar                                      | Overzees gebied  | Gibraltar                            | Engels en Spaans: Gibraltar                                                                                   |
| Guernsey                                       | Brits Kroonbezit | Saint Peter Port                     | Engels: Guernsey Frans: Guernesey                                                                             |
| Jersey                                         | Brits Kroonbezit | Saint Helier                         | Engels en Frans: Jersey                                                                                       |
| Kaaimaneilanden                                | Overzees gebied  | George Town                          | Engels: Cayman Islands                                                                                        |
| Man                                            | Brits Kroonbezit | Douglas                              | Engels: Isle of Man Manx-Gaelisch: Ellan Vannin                                                               |
| Montserrat                                     | Overzees gebied  | Plymouth (de jure) Brades (de facto) | Engels: Montserrat                                                                                            |
| Pitcairneilanden                               | Overzees gebied  | Adamstown                            | Engels: Pitcairn Islands Pitcairnees: Pitkern Ailen                                                           |
| Sint-Helena, Ascension en Tristan da Cunha     | Overzees gebied  | Jamestown                            | Engels: Saint Helena, Ascension and Tristan da Cunha                                                          |
| Turks- en Caicoseilanden                       | Overzees gebied  | Cockburn Town                        | Engels: Turks and Caicos Islands                                                                              |
| Zuid-Georgia en de Zuidelijke Sandwicheilanden | Overzees gebied  | King Edward Point                    | Engels: South Georgia and the South Sandwich Islands Spaans: Islas Georgias del Sur y Sandwich del Sur        |

### Chinese niet-onafhankelijke gebieden
Hongkong en Macau maken eigenlijk integraal deel uit van China, maar hebben een speciale bestuurlijke status, waardoor ze vaak als afhankelijke gebieden worden beschouwd.
| Korte landsnaam (Nederlands) | Status                      | Hoofdstad | Korte landsnaam (oorspronkelijke taal/talen)                                    |
| ---------------------------- | --------------------------- | --------- | ------------------------------------------------------------------------------- |
| Hongkong                     | Speciale Bestuurlijke Regio | Hongkong  | Chinees: Xiānggǎng / (Standaardkantonees): Heung Kôong / 香港 Engels: Hong Kong |
| Macau                        | Speciale Bestuurlijke Regio | Macau     | Chinees: Àomén / (Standaardkantonees): Òow Mǒe / 澳门 Portugees: Macau          |

### Deense niet-onafhankelijke gebieden
Faeröer en Groenland zijn autonome provincies van het Koninkrijk Denemarken en maken eigenlijk integraal deel uit van dat land. Vaak worden ze beschouwd als afhankelijke gebieden met een grote vorm van autonomie.
| Korte landsnaam (Nederlands) | Status             | Hoofdstad | Korte landsnaam (oorspronkelijke taal/talen) |
| ---------------------------- | ------------------ | --------- | -------------------------------------------- |
| Faeröer                      | Autonome provincie | Tórshavn  | Deens: Færøerne Faeröers: Føroyar            |
| Groenland                    | Autonome provincie | Nuuk      | Deens: Grønland Groenlands: Kalaallit Nunaat |

### Finse niet-onafhankelijke gebieden
Åland maakt eigenlijk integraal deel uit van Finland, maar heeft sinds de Vrede van Parijs (1856) een internationaal erkende speciale status met grote autonomie.
| Korte landsnaam (Nederlands) | Status          | Hoofdstad | Korte landsnaam (oorspronkelijke taal/talen) |
| ---------------------------- | --------------- | --------- | -------------------------------------------- |
| Åland                        | Autonoom gebied | Mariehamn | Fins: Ahvenanmaa Zweeds: Åland               |

### Franse niet-onafhankelijke gebieden
Alle Franse overzeese gebieden maken integraal deel uit van Frankrijk en het land kent dus officieel geen afhankelijke gebieden. De Franse overzeese gebieden worden echter wel vaak als zodanig beschouwd, al worden soms alleen de overzeese gebieden die geen overzees departement zijn, beschouwd als afhankelijke gebieden. Voor de volledigheid zijn hier alle Franse overzeese gebieden opgenomen. Merk op dat van de Franse Zuidelijke Gebieden de claim op Antarctica internationaal niet erkend wordt.
| Korte landsnaam (Nederlands) | Status                                           | Hoofdstad      | Korte landsnaam (oorspronkelijke taal/talen)            |
| ---------------------------- | ------------------------------------------------ | -------------- | ------------------------------------------------------- |
| Clipperton                   | Overzeese bezitting                              | (Onbewoond)    | Frans: Île Clipperton Spaans: Isla de la Pasión         |
| Franse Zuidelijke Gebieden   | Overzees territorium                             | (Onbewoond)    | Frans: Terres australes et antarctiques françaises      |
| Frans-Guyana                 | Overzeese regio en overzees departement          | Cayenne        | Frans: Guyane                                           |
| Frans-Polynesië              | Overzeese gemeenschap (overzees land)            | Papeete        | Frans: Polynésie française Tahitiaans: Pōrīnetia Farāni |
| Guadeloupe                   | Overzeese regio en overzees departement          | Basse-Terre    | Frans: Guadeloupe                                       |
| Martinique                   | Overzeese regio en overzees departement          | Fort-de-France | Frans: Martinique                                       |
| Mayotte                      | Overzeese regio en overzees departement          | Mamoudzou      | Frans: Mayotte Comorees: Maore                          |
| Nieuw-Caledonië              | Gemeenschap sui generis                          | Nouméa         | Frans: Nouvelle-Calédonie                               |
| Réunion                      | Overzeese regio en overzees departement          | Saint-Denis    | Frans: Réunion                                          |
| Saint-Barthélemy             | Overzeese gemeenschap                            | Gustavia       | Frans: Saint-Barthélemy                                 |
| Saint-Pierre en Miquelon     | Overzeese gemeenschap (territoriale gemeenschap) | Saint-Pierre   | Frans: Saint-Pierre et Miquelon                         |
| Saint-Martin                 | Overzeese gemeenschap                            | Marigot        | Frans: Saint-Martin                                     |
| Wallis en Futuna             | Overzeese gemeenschap (eilandenterritorium)      | Matâ'utu       | Frans: Wallis-et-Futuna Wallisisch: 'Uvea mo Futuna     |

### Nederlandse niet-onafhankelijke gebieden
Het Koninkrijk der Nederlanden bestaat uit vier gelijkwaardige landen: Nederland, Aruba, Curaçao en Sint Maarten. Deze laatste drie zijn dus officieel geen afhankelijke gebieden van Nederland, maar worden vaak toch als zodanig gezien. De Caribische eilanden Bonaire, Sint Eustatius en Saba maken als bijzondere gemeente deel uit van het land Nederland. Voor statistische doeleinden worden deze drie BES-eilanden door ISO 3166-1 als één gebied gegroepeerd.
| Korte landsnaam (Nederlands) | Status              | Hoofdstad   | Korte landsnaam (oorspronkelijke taal/talen)     |
| ---------------------------- | ------------------- | ----------- | ------------------------------------------------ |
| Aruba                        | Land                | Oranjestad  | Nederlands en Papiaments: Aruba                  |
| Bonaire                      | Bijzondere gemeente | Kralendijk  | Nederlands: Bonaire Papiaments: Boneiru          |
| Curaçao                      | Land                | Willemstad  | Engels en Nederlands: Curaçao Papiaments: Kòrsou |
| Saba                         | Bijzondere gemeente | The Bottom  | Engels en Nederlands: Saba                       |
| Sint Eustatius               | Bijzondere gemeente | Oranjestad  | Engels en Nederlands: Sint Eustatius             |
| Sint Maarten                 | Land                | Philipsburg | Engels en Nederlands: Sint Maarten               |

### Nieuw-Zeelandse niet-onafhankelijke gebieden
De Cookeilanden en Niue zijn zelfbesturende gebieden in vrije associatie met Nieuw-Zeeland en worden soms als onafhankelijke landen gezien. Tokelau en Ross Dependency zijn beide afhankelijke gebieden van Nieuw-Zeeland, maar de (Antarctische) claim Ross Dependency wordt internationaal niet erkend.
| Korte landsnaam (Nederlands) | Status             | Hoofdstad | Korte landsnaam (oorspronkelijke taal/talen)       |
| ---------------------------- | ------------------ | --------- | -------------------------------------------------- |
| Cookeilanden                 | Vrije associatie   | Avarua    | Engels: Cook Islands Cookeilandmaori: Kūki 'Āirani |
| Niue                         | Vrije associatie   | Alofi     | Engels: Niue Niuees: Niuē Fekai                    |
| Tokelau                      | Afhankelijk gebied | (Geen)    | Engels en Tokelaus: Tokelau                        |

### Noorse niet-onafhankelijke gebieden
Spitsbergen maakt eigenlijk integraal onderdeel uit van Noorwegen, maar heeft volgens het Spitsbergenverdrag een internationaal erkende speciale status met grote autonomie. Ook Jan Mayen maakt integraal deel uit van Noorwegen als onderdeel van de provincie Nordland, maar wordt vaak toch gezien als afhankelijk gebied. Voor statistische doeleinden wordt Jan Mayen in ISO 3166-1 samengevoegd met Spitsbergen als Spitsbergen en Jan Mayen. Bouveteiland, Peter I-eiland en Koningin Maudland zijn wel afhankelijke gebieden van Noorwegen, maar de (Antarctische) claims op de laatste twee worden internationaal niet erkend.
| Korte landsnaam (Nederlands) | Status                              | Hoofdstad    | Korte landsnaam (oorspronkelijke taal/talen) |
| ---------------------------- | ----------------------------------- | ------------ | -------------------------------------------- |
| Bouvet                       | Afhankelijk gebied                  | (Onbewoond)  | Noors: Bouvetøya                             |
| Jan Mayen                    | Onderdeel van de provincie Nordland | Olonkinbyen  | Noors: Jan Mayen                             |
| Spitsbergen                  | Gebied met speciale status          | Longyearbyen | Noors: Svalbard                              |